# Montgarri
Montgarri es un poblado del municipio de Alto Arán, en la comarca del Valle de Arán situado en los Pirineos leridanos, Cataluña, España. En 2009 solo tenía 4 habitantes censados (todos ellos, varones).

## Contexto
Hoy en día aún perduran las casas de los últimos habitantes de la zona, llamadas bordas, en avanzado estado de ruina. Estos se vieron obligados a abandonar el pueblo durante los años sesenta debido a las duras condiciones de vida, con fuertes nevadas durante el invierno, ya que se encuentra a una altitud de 1645 metros.

## Clima
Montgarri es considerado el poblado más frío de España con una temperatura media anual de tan solo 5 grados, otorgados por un gélido invierno con medias ampliamente bajo cero y un verano casi frío. Este clima es debido a su altitud de casi 1700m sobre el nivel del mar, su latitud, una de las mayores de Cataluña, orientándose hacia el norte del pirineo, reduciendo así sus horas anuales de sol y con precipitaciones elevadas repartidas en muchos días de precipitación.
Su temperatura media anual oscila de 5 a 5,5 grados, siendo la media aproximada de unos 5,4 grados, produciéndose una media de 180 heladas al año. Su clima es de alta montaña. Montgarri está sumido en un valle de inversiones térmicas, cerrado por montañas mil metros más altas, que evitan que el frío escape y el Sol alcance el lugar, por lo que, rara vez promedian máximas altas, y muchos inviernos bajan de los -15 grados, siendo gran parte de las precipitaciones anuales en forma de nieve. En enero la temperatura media es de -4 grados, (-8 grados de mínimas y 0 grados de máximas), siendo julio el mes más cálido con una media de 14 grados, (8 de mínimas y 20 de máximas). La precipitación anual es de 1200 litros por metro cuadrado, de los cuales un 65-70% es en forma de nieve, y el resto, precipitación líquida.

## Patrimonio histórico

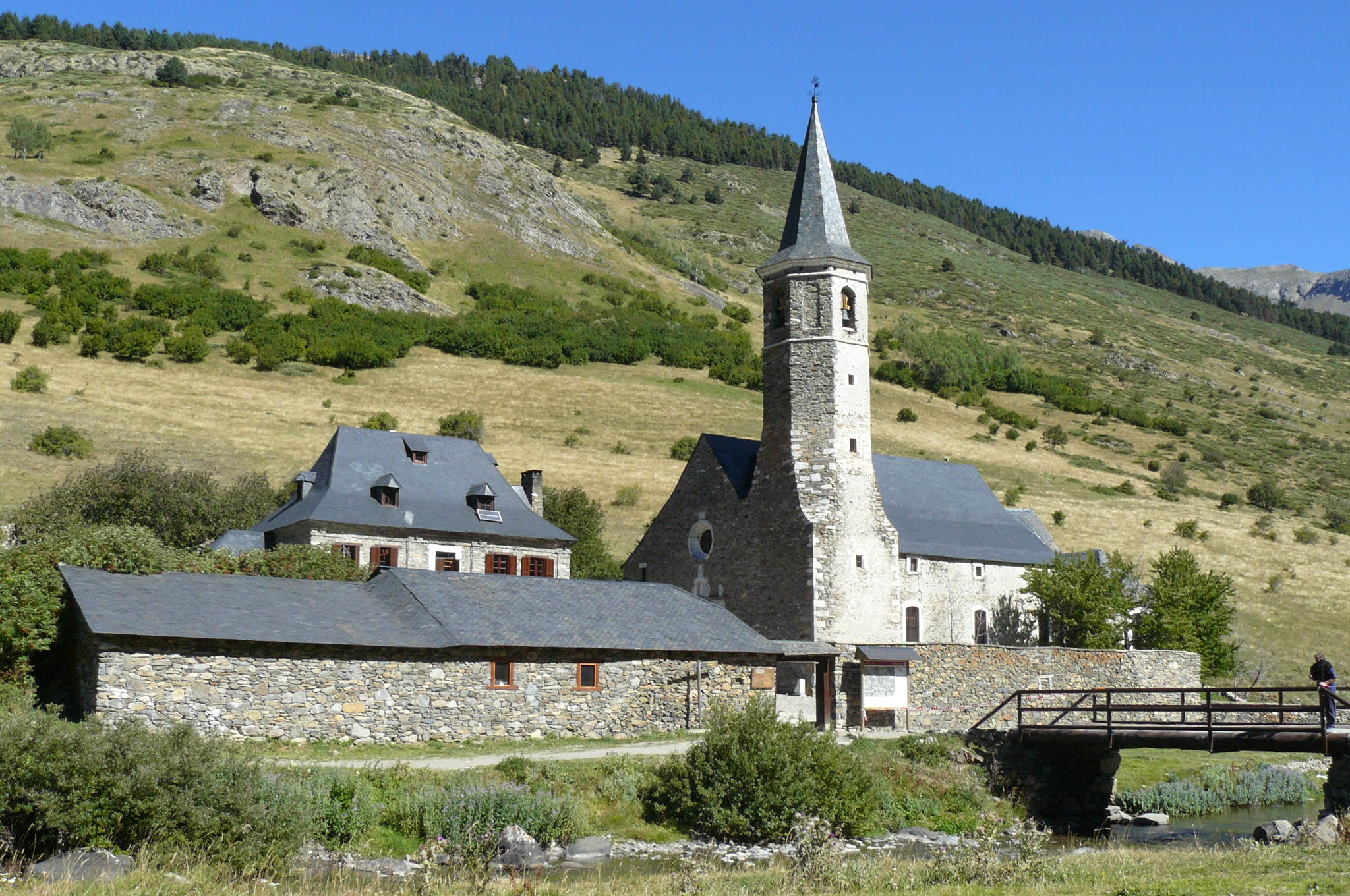
Santuario de Nuestra Señora de Montgarri y refugio. Al fondo el Pic d´Eth Dossau, ya en Francia, de 2520

El Santuario de Montgarri, con una altura de 1640 m s. n. m., se encuentra en un estado de buena conservación, fue construido en 1117 junto al río Noguera Pallaresa. Consta de varios cuerpos que forman una planta cuadrada, y destaca su alto campanario, de torre octagonal con ventanas en el cuerpo superior. Es una construcción que contaba con hostal, iglesia, rectoría y administración, y corral con pajares. Los tejados de pizarra tienen una fuerte inclinación apropiada a las condiciones climáticas.

## Turismo
Ahora este pueblo ha cobrado más importancia debido al turismo, ya que se encuentra muy cercano a las estaciones de esquí de Baqueira Beret, y cuenta con lugares como el Refugio Amics de Montgarri (junto al Santuario), y durante el invierno se realizan rutas de esquí de fondo o excursiones de trineo tirado por perros, por ejemplo. El atractivo de este paraje pirenaico hace que cada vez sea visitado por más turistas. Recientemente ha sido adquirido por sociedades vinculadas al empresario de origen argentino Ernesto Colman por un importe superior a los 5 millones de euros para desarrollar el turismo rural, sobre todo el relacionado con la cercana estación de esquí Baqueira-Beret.